# Lepisorus kawakamii
Lepisorus kawakamii là một loài thực vật có mạch trong họ Polypodiaceae. Loài này được (Hayata) Tagawa miêu tả khoa học đầu tiên năm 1936.